# Слопна
Слопна (слч. Slopná) насељено је мјесто са административним статусом сеоске општине (слч. obec) у округу Повашка Бистрица, у Тренчинском крају, Словачка Република.

## Становништво
| Година:    | 1994. | 2004.   | 2014.   | 2024.   |
| ---------- | ----- | ------- | ------- | ------- |
| Број људи: | 509   | 491     | 477     | 496     |
| Разлика:   |       | -3,53 % | -2,85 % | +3,98 % |

| Година:    | 2023. | 2024.   |
| ---------- | ----- | ------- |
| Број људи: | 495   | 496     |
| Разлика:   |       | +0,20 % |

Према подацима о броју становника из 2024. године насеље је имало 496 становника.